# Demonax delectus
Demonax delectus là một loài bọ cánh cứng trong họ Cerambycidae.